# Sannohe
Sannohe (japanska: 三戸町?, Sannohe-machi) är en landskommun (köping) i Aomori prefektur i Japan.  